# Acide diaminé

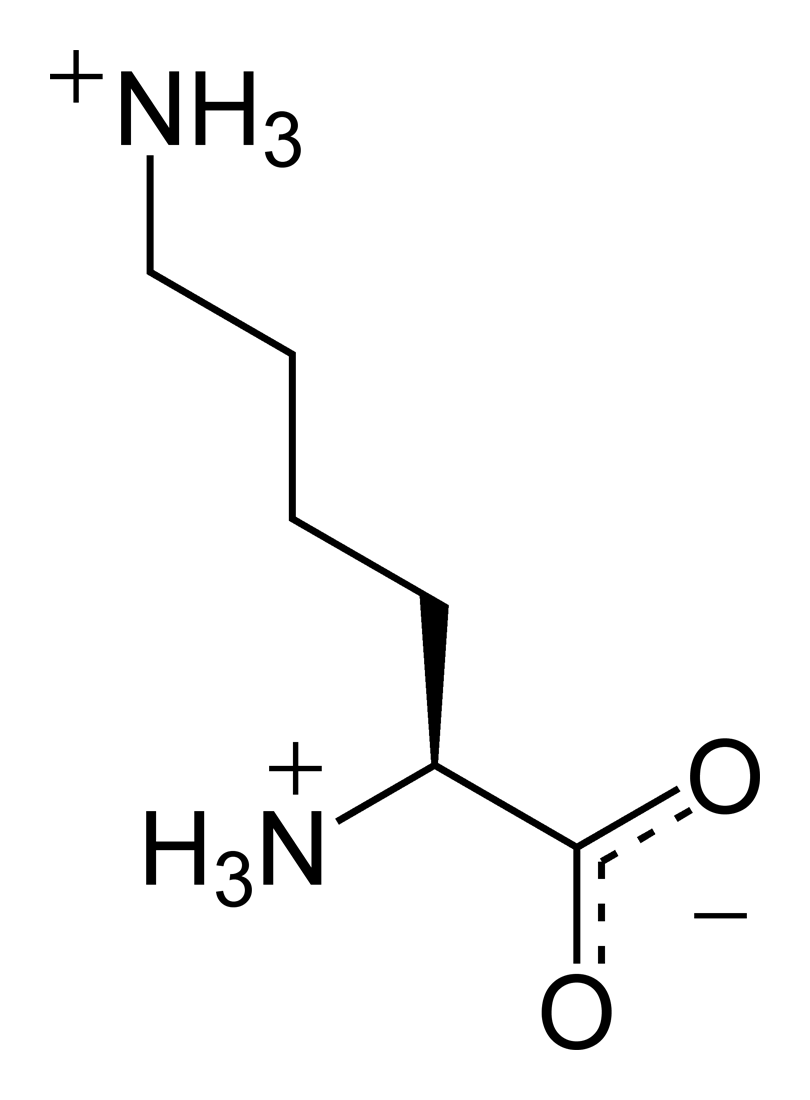
Zwitterion de lysine avec amine ε protonée.

Un acide diaminé est un acide carboxylique portant deux fonctions amine. Il s'agit donc d'un cas particulier d'acides aminés, lesquels correspondent plus généralement aux acides carboxyliques ayant au moins une fonction amine.
La lysine est un acide diaminé protéinogène, de même que l'asparagine et la glutamine, qui portent une fonction amide. Hormis ces trois composés organiques, il existe un grand nombre d'acides diaminés non protéinogènes assurant une fonction biochimique, comme l'ornithine, qui est un métabolite du cycle de l'urée, ou encore l'acide diaminopimélique, qui est également un acide dicarboxylique et est un constituant essentiel intervenant dans la réticulation du peptidoglycane de la paroi bactérienne chez certaines bactéries.
Des acides diaminés ont été identifiés dans certaines météorites, comme l'acide 2,3-diaminopropionique, ou 3-amino-L-alanine, dans celle de Murchison, ainsi que dans des expériences d'irradiation aux ultraviolets de substances simulant la glace cométaire en laboratoire. Ces résultats ont été portés au crédit de théories de la fin du XXe siècle faisant des acides nucléiques peptidiques à base d'acides diaminés les premiers supports de l'information génétique lors de l'apparition de la vie sur Terre.